# Hur säker är bilen?
Hur säker är bilen? (dansk: "Hvor sikker er bilen?") er en rapport, som det svenske forsikringsselskab Folksam har udgivet hvert andet år siden 1984. På basis af statistikker fra virkelige trafikuheld vurderer rapporten den relative risiko for død eller tilskadekomst for flere forskellige bilmodeller. De sikreste bilmodeller modtager priser og/eller købsanbefalinger.

## Metode
Klassifikationerne er baseret på ulykkesdata fra det nationale informationssystem STRADA (Swedish Traffic Accident Data Acquisition). Der benyttes:
- Politirapporter fra en kollision mellem to biler. Her afhænger resultatet stærkt af kollisionsforholdene og bilernes vægt.
- Rapporter fra redningstjenesten om kvæstelser.

Antallet af de i rapporterne omtalte bilulykker og kvæstede personer samt de vurderede bilmodeller beløber sig som følger;
| Rapport (år) | Ulykker   | Ulykker | Tilskadekomne | Tilskadekomne | Bilmodeller |
| Rapport (år) | Tidsrum   | Antal   | Tidsrum       | Antal         | Bilmodeller |
| ------------ | --------- | ------- | ------------- | ------------- | ----------- |
| 2001         | 1994−2000 | 62.000  | ?             | ?             | 95          |
| 2003         | 1994−2002 | 76.100  | ?             | 29.300        | 103         |
| 2005         | 1994−2004 | 94.100  | ?             | 35.400        | 139         |
| 2007         | 1995−2007 | 117.000 | ?             | 38.000        | 171         |
| 2009         | 1995−2008 | 105.000 | ?             | 29.000        | 182         |
| 2011         | 1995−2010 | 115.000 | ?             | 32.500        | 202         |
| 2013         | 1994−2013 | 158.000 | 2003−2013     | 38.000        | 263         |

Alle ulykker med en bestemt bilmodel analyseres for at finde frem til kvæstelsesrisikoen for passagerer i den pågældende bilmodel i forhold til alle bilmodeller i rapporten. Der ses på antallet af opståede kvæstelser. For eksempel er risikoen for livsvarig invaliditet ved en hovedkvæstelse væsentligt større end ved et ribbensbrud. En bilmodel får derfor en dårligere vurdering, hvis antallet af hovedkvæstelser er større i forhold til antallet af ribbensbrud. Derved bestemmes en målestok for risikoen for død eller livsvarig invaliditet i tilfælde af en ulykke for den enkelte bilmodel i forhold til alle bilmodeller i rapporten.
På denne måde kan begrænsningerne i kollisionstests omgås, da disses resultater ikke stemmer 100 procent overens med forholdene i virkelige ulykker. I modsætning til kollisionstests vurderes bilmodellerne på tværs af segmenterne. Derved kan den passive sikkerhed i bilmodeller fra forskellige segmenter sammenlignes med hinanden. Det er også muligt at sammenligne sikkerheden i bilmodeller, som (f.eks. på grund af årgang) ikke er blevet kollisionstestet under de samme forhold.
I en rapport fra ESV-konferencen (International Technical Conference on the Enhanced Safety of Vehicles) i 2001 blev der foretaget en sammenligning mellem vurderingerne af bilmodeller i Euro NCAP's kollisionstests og Folksams rapporter. For hver Euro NCAP-stjerne aftager risikoen for død eller livsvarig invaliditet med 7 %.
Fra en ny bilmodel kommer på markedet og indtil den som følge af et tilstrækkeligt antal ulykker er med i rapporten, går der mindst to til tre år.

## Sikreste biler
| Rapport (år) | Bilmodel(ler)                                                                           |
| ------------ | --------------------------------------------------------------------------------------- |
| 2001         | Volvo S70/V70 (1998−00)                                                                 |
| 2003         | Saab 9-5 (1998−)                                                                        |
| 2005         | Saab 9-5 (1998−), Saab 9-3 (1998−03)                                                    |
| 2007         | Toyota Avensis (2003−)                                                                  |
| 2009         | Toyota Avensis (2003−08)                                                                |
| 2011         | Toyota Avensis (2003−08), Volvo S60 (2000−09), Volvo V70 (2000−07), Volvo S80 (1998−06) |
| 2013         | Volvo V70/S80 (2007−), Volvo S60/V60 (2010−)                                            |

## Resultater 2013
Risikoen for død eller livsvarig invaliditet ligger i bilmodeller introduceret mellem 2010 og 2013 ca. 48 % lavere end i bilmodeller introduceret mellem 1980 og 1984, og risikoen for død ca. 86 % lavere.
| Bilmodeller                                                   | % bedre end middelbilen |
| ------------------------------------------------------------- | ----------------------- |
| Volvo V70/S80 (2007–), Volvo S60/V60 (10–)                    | 59                      |
| Honda CR-V (1998–06)                                          | 47                      |
| Volvo S60 (2000–09), Volvo V70 (2000–06), Volvo S80 (1998–06) | 46                      |
| BMW 5-serie (2004–09)                                         | 44                      |
| Audi A4 (2001–07)                                             | 43                      |
| Mitsubishi Galant (1997–03)                                   | 42                      |
| Volkswagen Passat (2008–)/CC (2012−)                          | 42                      |
| Volvo XC90 (2002–)                                            | 42                      |